# Lord Edgware meghal
A Lord Edgware meghal (Lord Edgware Dies) Agatha Christie angol krimiírónő 1933 szeptemberében megjelent regénye, melyet először a William Collins Sons and Company Ltd. a Collins Crime Club sorozatában adott ki. Az Amerikai Egyesült Államokban a Dodd, Mead and Company publikálta, Thirteen at Dinner címen.
Magyarországon először Az áruló szemüveg címen a Palladis Kiadó Pengős regények sorozatában jelent meg Lengyelné Vértes Lenke fordításában, 1934-ben. 1991-ben Lord Edgware rejtélyes halála a Hunga-Print Kiadó gondozásában és Dr. Vincze Ferenc fordításában jelent meg. A legújabb feldolgozást 2008-ban, az Európa Könyvkiadó adta ki Európa Krimi sorozatában, Prekop Gabriella fordításában. Immár Lord Edgware meghal címen, mely az eredeti címnek a szó szerinti magyar fordítása.

## A regény szereplői
- Hercule Poirot
- Arthur Hastings kapitány
- James Japp főfelügyelő
- Lord Edgware (Georges Alfred St. Vincent Marsh), báró
- Jane Wilkinson (Lady Edgware), színésznő, Lord Edgware második felesége
- Carlotta Adams, parodista
- Donald Ross
- Ronald Marsh, Lord Edgware unokaöccse, örököse
- Geraldine Marsh, Lord Edgware lánya
- Bryan Martin színész
- Jenny Driver, Carlotta Adams barátnője
- Miss Carroll, Lord Edgware titkárnője
- Merton hercege
- Charles Widburn
- Mrs. Widburn
- Mr. Moxon, Lady Edgware ügyvédje
- Sir Montague Corner
- Jobson, taxisofőr
- Lucie Adams, Carlotta Adams húga
- Ellis, Lady Edgware szolgálónője

## Történet
Jane Wilkinson egy ismert, előkelő és szép színésznő. Házassága tönkre ment Lord Edgware-ral. Egy vacsorán tartózkodik ismerőseivel Savoy szállodában és pont ott vacsorázik Poirot és Hastings kapitány is. Jane megkeresi Poirot-t, hogy segítsen neki meggyőzni férjét, hogy váljon el tőle. Elmondja, hogy össze szeretne házasodni Merton hercegével, de férje nem hajlandó belemenni a válásban. Azt a váratlan kijelentést teszi, hogy ha nem sikerül elválnia tőle, odamegy férje házához egy taxival és megöli. Poirot megígéri, elmegy és beszél a férjével.
Poirot el is megy másnap a lordhoz, aki azt válaszolja, hogy már régen megírta levélben, hogy hajlandó elválni tőle. Jane viszont állítja, ő erről nem tudott.
Másnap holtan találják Lord Edgwaret a házában, s az inasa állítja, hogy az este folyamán Lady Edgware meglátogatta férjét, majd gyorsan távozott. Csak reggel vették észre a holttestet a könyvtárszobában. A titkárnő állítja, hogy látta a lépcsőről, amint Jane bemegy a könyvtárszobába. Elmondja, hogy eltűnt az a pénz is, amit ő váltott be Lord Edgwarenak, aki Párizsba készült.
Japp főfelügyelő, akit az üggyel megbíznak, le akarja tartóztatni Jane-t, azonban Poirot-nak feltűnik egy újságcikk, amiben arról számolnak be, hogy Jane egy vacsorán vett részt Sir Montague Cornernél. Miután kihallgatják, kiderül valóban ott volt, s ezt a vacsorán részt vevő tizenkét ember is tanúsítja.
Poirot hamar rájön, hogy Carlotta Adams játszhatta el Janet, ugyanis a parodista-színésznő mások utánzásához nagyon értett. Ezért a lakásukra mennek, de ott holtan találják őt. Egy táskában megtalálják a parókát és a ruhákat, amiben eljátszhatta Janet. Találnak egy veronállal teli szelencét, amibe ez van vésve: "C.A.-nak D.-től. Párizs, nov. 10. Édes álmokat" Az orvos megállapítja, hogy a veronáltól halt meg. Carlotta táskájában találnak egy szemüveget, azonban ő nem hordott szemüveget. A szobalány elmeséli, hogy halála előtt még írt egy levelet, amit ő az este folyamán feladott Carlotta Egyesült Államokban élő húgának.
Japp megoldottnak látja az ügyet, biztos benne, hogy Carlotta ölte meg Edgware-t, míg az ő halála csak puszta baleset, idegességében sok veronált vett be, igaz az indítékot nem ismeri.
Poirot tanácsára kihallgatják az este szolgálatban lévő taxisokat, s kiderül, hogy Lord Edgware pénzzavarral küzdő unokaöccse, Ronald Marsh és lánya, Geraldine este a színházból hazatértek egy kis időre, annak ellenére, hogy azt vallották végig ott voltak. Közben megérkezik a Carlotta által küldött levél a húgától, amiben megemlíti Ronald nevét, s hogy 10.000 $-ért meg kell tréfálnia valakit. Már Japp is belátja nem Carlotta a gyilkos, és elmegy, hogy letartóztassa Ronaldot. Miután szembesítik Ronaldot az információkkal, elismeri, hogy hazatértek az este, de csak azért, hogy elhozzák Geraldine egy nyakláncát, aminek eladásával pénzhez jutott volna Ronald. Azt mondja, látott egy férfit bemenni a házba, akit Bryan Martinnak vélt, s utánament, de nem talált a házban senkit, s ezután elmentek. A rendőrök nem hisznek neki és letartóztatják, de Poirot hisz neki, s ezt meg is mondja neki.
Poirot megkapja az eredeti levelet, amin észreveszi, hogy az egyik oldal széle tépett, míg a többié sima. Arra következtet, hogy egy dupla papír lehetett, amit eltéptek, s a másik oldalán lévő szöveggel más a levél tartalma, s nem Ronaldra utal. Úgy gondolja a szelencén szereplő „D” lehet az, aki megölte a lordot és megbízta Carlottát, hogy másra terelje a gyanút. Ezért meg akarja találni D-t.
Japp párizsi nyomozásán megtalálja a boltot, ahol a szelencét vette egy alacsony, szemüveges, nő mindössze két nappal a gyilkosság előtt. Poirot és Hastings egy fogadáson vett részt Mrs. Widburnnél, ahol a társaság között szóba kerül egy mű, „Párizs ítélete”, amiről Jane, azt hiszi, a város Párizsról van szó. A kijelentéssel elég kellemetlen helyzetbe kerül Jane, akinek a megjegyzését főképp Donald Ross fogadja különösen.
Donald beszélni szeretne Poirot-val, de már csak Hastings kapitány van ott, aki javasolja, hívja fel majd telefonon. Délután felhívja a detektívet, s elmondja, hogy valamire rájött Janenel kapcsolatban. Közben csöngetnek a lakásán, ezért félreteszi a telefont. Miután többet nem szól bele a telefonba, Poirot rosszat érez, s a lakására sietnek. Rosst holtan találják, s ugyanúgy leszúrták, mint Lord Edgwaret.
Poirot-t még a szemüveg foglalkoztatja, ezért elmegy Miss Carrollhoz, a titkárnőhöz, akinek egy csellel kicseréli a szemüvegét, de Miss Carroll jelzi, hogy a szemüveg nem az övé. Éppen hazafelé tart Poirot, amikor egy mozi előtt meghall egy mondatfoszlányt: „ …ha lett volna annyi eszük, hogy megkérdezik Ellist, amit persze bármely épeszű ember megtett volna…” S ekkor Poirot számára minden tiszta lett.
Ezután Ellishez, Jane Wilkinson szolgálónőjéhez megy, akinek pár, nem túl fontos kérdést tesz fel. A beszélgetés közben egy vázát lever Poirot, ami Ellis fejére borul. Poirot bocsánatot kér és segít neki. Mielőtt elmegy, még megkérdezte, miért sántít, s megtudta, hogy tyúkszeme van.
A távozás után Poirot elmondja Hastingsnak, hogy a vázás jelenetkor kicserélte a szemüvegeket, amit Ellis nem vett észre, így az övé a szemüveg.
S végül Poirot ismerteti az igazságot. Elmondja, hogy Jane parókában és Ellis szemüvegében foglalt egy szállodai szobát. Itt Carlotta beöltözött Lady Edgware-nek és ő ment el Sir Montague Corner vacsorájára. Közben Jane felvette Carlotta ruháit és egy kalapot, amiben elment Lord Edgware lakására, bemutatkozott Lady Edgware-ként, majd elkövette a gyilkosságot. Ezután visszament Carlotta lakására, s a szelencét – amit Ellis hozott el Párizsból – a táskájába tette, ahogy a többi kelléket is, köztük véletlenül a szemüveget is. Megtalálja a húgának írt levelet, s rájött, ha egy oldalt letép róla, úgy mást kever gyanúba. Miután Carlotta hazatért, hogy megünnepeljék a sikeres cselt, ittak valamit, amibe Jane beletette a veronált.
Ezek után Jane biztonságban érezte magát, főleg, hogy Ronald Marsh személyében megvan a tökéletes vádlott, akit el fognak ítélni. Poirot azt is ismerteti, miért volt érdeke megölni Lord Edgware-t Jane-nek. Jane először Bryan Martinhoz akart feleségül menni, csak hogy Lord Edgware nem volt hajlandó elválni tőle. Később mégis beleegyezett ebbe a báró, és Jane tudott is a levélről, amiben ezt megírta férje. Csakhogy ekkor már Herton hercegéhez akart hozzámenni, aki a görögkatolikus vallása miatt nem vehetne el egy elvált asszonyt.
A harmadik gyilkosságra azért kerül sor, mert Donald Ross rájött a cselre. Ő ugyanis ott ült a vacsorán az ál-Lady mellett, s mivel Carlotta nagyon művelt volt, beszélgettek az irodalomról. A Widburnék-féle fogadáson viszont Jane baklövése után rájött, hogy két külön nő volt a két fogadáson. Nem biztos magában, ezért akart beszélni Poirot-val. Jane hallotta, amint Donald Hastingsszal beszélt. Ezért Donald lakására megy, s őt is leszúrja. A gyilkos fegyver pedig akárcsak az első esetben Ellis tyúkszemvágó kése volt. Poirot a Lord Edgware-től eltűnt pénzre is tud magyarázatot. Szerinte az inas az este folyamán benyitott a könyvtárszobába, ahol holtan találta a lordot. A pénz viszont ott feküdt az asztalon, s azt fogta és elvitte. Majd gyorsan még este visszatért. Őt látta Ronald, csak nagyon hasonlított Bryan Martinra, s összetévesztette őket.
Jane beismerte a rendőröknek tettét.

## Magyarul
- Az áruló szemüveg. Regény; ford. Lengyelné Vértes Lenke; Palladis, Bp., 1934 (Félpengős regények)
- Lord Edgware rejtélyes halála; ford. Vincze Ferenc; Hunga-print, Bp., 1991 (Hunga könyvek)
- Lord Edgware meghal; ford. Prekop Gabriella; Európa, Bp., 2008 (Európa krimi)

## Filmfeldolgozások
A regényről először 1934-ben készült film, amelyet Magyarországon nem mutattak be. A második filmadaptációt Lou Antonio készítette Vacsora tizenhármasban (1985) címmel. 2000-ben készült Brian Farnham rendezésében újabb film, Lord Edgware halála (Lord Edgware Dies) címen. 2012-ben Un Meurtre en Sommeil címmel mutatták be a negyedik filmes adaptációt a főszerepben Antoine Duléryvel.